# Варненский аквариум
Варненский аквариум (болг. Варненски аквариум) — общественный аквариум в Варне, крупнейшем городе Болгарии на побережье Чёрного моря.

## Описание
Экспозиция аквариума посвящена флоре и фауне Чёрного моря, включает более 140 видов рыб, в том числе: пресноводных рыб, средиземноморских рыб, экзотических видов из отдаленных районов Мирового океана, мидий и водорослей.
6 января 1906 года создание аквариума было инициировано князем Фердинандом I во дворце Евксиноград. Фердинанд I поручил доктору Парашкеву Стоянову создание морской биологической станции и также обратился за помощью к выдающемуся немецкому биологу Антону Дорну, основателю Зоологической станции в Неаполе, который предоставил Фердинанду I чертежи и фотографии неаполитанской станции. 25 января 1906 года городской совет Варны выделил деньги на строительство аквариума и назначил комиссию для выбора подходящего места для строительства. Первый камень в фундамент был заложен 22 октября того же года в Приморском парке в присутствии Фердинанда I и болгарской королевской семьи, а также многих государственных деятелей и интеллектуалов. Здание аквариума было построено по проекту варненского архитектора Дабко Дабкова, получившего образование в Мюнхене. Фасад здания украшен внушительным барельефом моллюска и более мелкими рельефами распространенных черноморских видов.
Строительство было завершено к 1911 году. Однако начало Балканских войн в 1912 году задержало открытие аквариума. В 1913 году Фердинанд I передал здание в собственность Софийского университета. Первая мировая война и суровые санкции, наложенные на Болгарию Нёйиским договором, не позволили открыть аквариум до 1932 года, когда морская биологическая станция была открыта царём Борисом III. До 1932 года в здании размещались армейские части, болгарские беженцы из Фракии, Школа механики и Школа рыболовства.
В настоящее время исследовательское подразделение аквариума, примыкающий к нему Институт рыбных ресурсов, включает 12 учёных, которые проводят исследования, связанные с гидробиологией, гидрохимией, морской микробиологией, ихтиологией, планктоном и бентосом. В библиотеке Варненского аквариума хранится 30 000 томов специализированной литературы, включая редкие книги и карты XIX века.